# المولينارو
المولينارو (بالإنجليزية: Al Molinaro) (مواليد 24 يونيو 1919 في كينوشا، ويسكونسن - 30 أكتوبر 2015 في كاليفورنيا)، هو ممثل أمريكي بدأ مسيرته الفنية سنة 1954. اشتُهر بدوره في مسلسل أيام سعيدة. كما قام بالتمثيل في الإعلانات التجارية.

## وصلات خارجية
- المولينارو على موقع IMDb (الإنجليزية)
- المولينارو على موقع ألو سيني (الفرنسية)
- المولينارو على موقع إن إن دي بي (الإنجليزية)
- المولينارو على موقع قاعدة بيانات الفيلم (الإنجليزية)